# Ochyrocera formosa
Ochyrocera formosa is een spinnensoort uit de familie Ochyroceratidae. De soort komt voor in Guatemala.